# Supercopa Internacional 2022
La Supercopa Internacional 2022 fue la primera edición de esta copa nacional del fútbol argentino. La disputaron Racing Club (campeón del Trofeo de Campeones 2022 y primero de la tabla general de la temporada 2022) y Boca Juniors (segundo de la tabla general de la temporada 2022). Tuvo lugar en el Estadio Hazza bin Zayed de Al Ain, Emiratos Árabes Unidos, el 20 de enero de 2023.
El campeón fue Racing Club, quien venció a Boca Juniors por 2-1, convirtiéndose en el primer ganador en la historia del certamen.

## Equipos participantes
| Racing Club  | Campeón del Trofeo de Campeones 2022 y primero de la tabla general de la temporada 2022 |
| Boca Juniors | Segundo de la tabla general de la temporada 2022                                        |

## Partido
| 20 de enero de 2023 | Racing Club                        | 2:1 (1:1) | Boca Juniors  | Estadio Hazza bin Zayed, Al Ain                    |                                                    |
| 19:30 (UTC+4)       | Carbonero 19' · Piovi 90+7' (pen.) | Reporte   | Roncaglia 16' | Árbitro(s): Fernando Rapallini VAR: Héctor Paletta | Árbitro(s): Fernando Rapallini VAR: Héctor Paletta |

### Ficha
| 13         | POR        | Javier García       |     |
| 17         | DEF        | Luis Advíncula      |     |
| 2          | DEF        | Facundo Roncaglia   |     |
| 3          | DEF        | Agustín Sández      |     |
| 18         | DEF        | Frank Fabra         |     |
| 8          | MED        | Guillermo Fernández |     |
| 5          | MED        | Alan Varela         |     |
| 20         | MED        | Juan Ramírez        | 73' |
| 29         | DEL        | Norberto Briasco    | 46' |
| 9          | DEL        | Darío Benedetto     | 73' |
| 22         | DEL        | Sebastián Villa     |     |
| Entrenador | Entrenador | Hugo Ibarra         |     |

| 21         | POR        | Gabriel Arias        |      |
| 34         | DEF        | Iván Pillud          |      |
| 30         | DEF        | Leonardo Sigali      |      |
| 48         | DEF        | Emiliano Insúa       |      |
| 33         | DEF        | Gonzalo Piovi        |      |
| 5          | MED        | Juan Ignacio Nardoni | 72'  |
| 29         | MED        | Aníbal Moreno        | 100' |
| 27         | MED        | Maximiliano Moralez  |      |
| 23         | DEL        | Nicolás Oróz         | 72'  |
| 15         | DEL        | Maximiliano Romero   | 62'  |
| 17         | DEL        | Johan Carbonero      | 98'  |
| Entrenador | Entrenador | Fernando Gago        |      |

| 3  | MED | Exequiel Fernández | 46' |
| 41 | DEL | Luca Langoni       | 73' |
| 9  | DEL | Luis Vázquez       | 73' |

| 22 | DEL | Nicolás Reniero      | 62'  |
| 19 | MED | Jonathan David Gómez | 72'  |
| 48 | DEL | Gabriel Hauche       | 72'  |
| 4  | DEF | Maico Quiroz         | 98'  |
| 23 | DEF | Jonathan Galván      | 100' |

| Anotado | 16' | Facundo Roncaglia | 1:0 |

| Anotado         | 19' | Johan Carbonero | 1:1 |
| Anotado · Penal | 52' | Gonzalo Piovi   | 1:2 |

| Amonestado | 37' | Nicolás Oroz    |
| Amonestado | 44' | Johan Carbonero |

| Árbitro             | Fernando Rapallini |
| Árbitros asistentes | Juan Pablo Belatti |
| Árbitros asistentes | Diego Bonfá        |
| Cuarto árbitro      | Pablo Echavarría   |
| Quinto árbitro      | Gabriel Chade      |
| VAR                 | Héctor Paletta     |
| Asistentes del VAR  | Fernando Espinoza  |
| Asistentes del VAR  | Pablo Dóvalo       |

| 13         | POR        | Javier García       |     |
| 17         | DEF        | Luis Advíncula      |     |
| 2          | DEF        | Facundo Roncaglia   |     |
| 3          | DEF        | Agustín Sández      |     |
| 18         | DEF        | Frank Fabra         |     |
| 8          | MED        | Guillermo Fernández |     |
| 5          | MED        | Alan Varela         |     |
| 20         | MED        | Juan Ramírez        | 73' |
| 29         | DEL        | Norberto Briasco    | 46' |
| 9          | DEL        | Darío Benedetto     | 73' |
| 22         | DEL        | Sebastián Villa     |     |
| Entrenador | Entrenador | Hugo Ibarra         |     |

| 21         | POR        | Gabriel Arias        |      |
| 34         | DEF        | Iván Pillud          |      |
| 30         | DEF        | Leonardo Sigali      |      |
| 48         | DEF        | Emiliano Insúa       |      |
| 33         | DEF        | Gonzalo Piovi        |      |
| 5          | MED        | Juan Ignacio Nardoni | 72'  |
| 29         | MED        | Aníbal Moreno        | 100' |
| 27         | MED        | Maximiliano Moralez  |      |
| 23         | DEL        | Nicolás Oróz         | 72'  |
| 15         | DEL        | Maximiliano Romero   | 62'  |
| 17         | DEL        | Johan Carbonero      | 98'  |
| Entrenador | Entrenador | Fernando Gago        |      |

| 3  | MED | Exequiel Fernández | 46' |
| 41 | DEL | Luca Langoni       | 73' |
| 9  | DEL | Luis Vázquez       | 73' |

| 22 | DEL | Nicolás Reniero      | 62'  |
| 19 | MED | Jonathan David Gómez | 72'  |
| 48 | DEL | Gabriel Hauche       | 72'  |
| 4  | DEF | Maico Quiroz         | 98'  |
| 23 | DEF | Jonathan Galván      | 100' |

| Anotado | 16' | Facundo Roncaglia | 1:0 |

| Anotado         | 19' | Johan Carbonero | 1:1 |
| Anotado · Penal | 52' | Gonzalo Piovi   | 1:2 |

| Amonestado | 37' | Nicolás Oroz    |
| Amonestado | 44' | Johan Carbonero |

| Árbitro             | Fernando Rapallini |
| Árbitros asistentes | Juan Pablo Belatti |
| Árbitros asistentes | Diego Bonfá        |
| Cuarto árbitro      | Pablo Echavarría   |
| Quinto árbitro      | Gabriel Chade      |
| VAR                 | Héctor Paletta     |
| Asistentes del VAR  | Fernando Espinoza  |
| Asistentes del VAR  | Pablo Dóvalo       |

|                                 |
|                                 |
| Campeón Racing Club 1.er título |